# Schönwies
Schönwies ist eine Gemeinde mit 1762 Einwohnern (Stand 1. Jänner 2024) im Bezirk Landeck in Tirol (Österreich). Die Gemeinde liegt im Gerichtsbezirk Landeck.

## Geografie

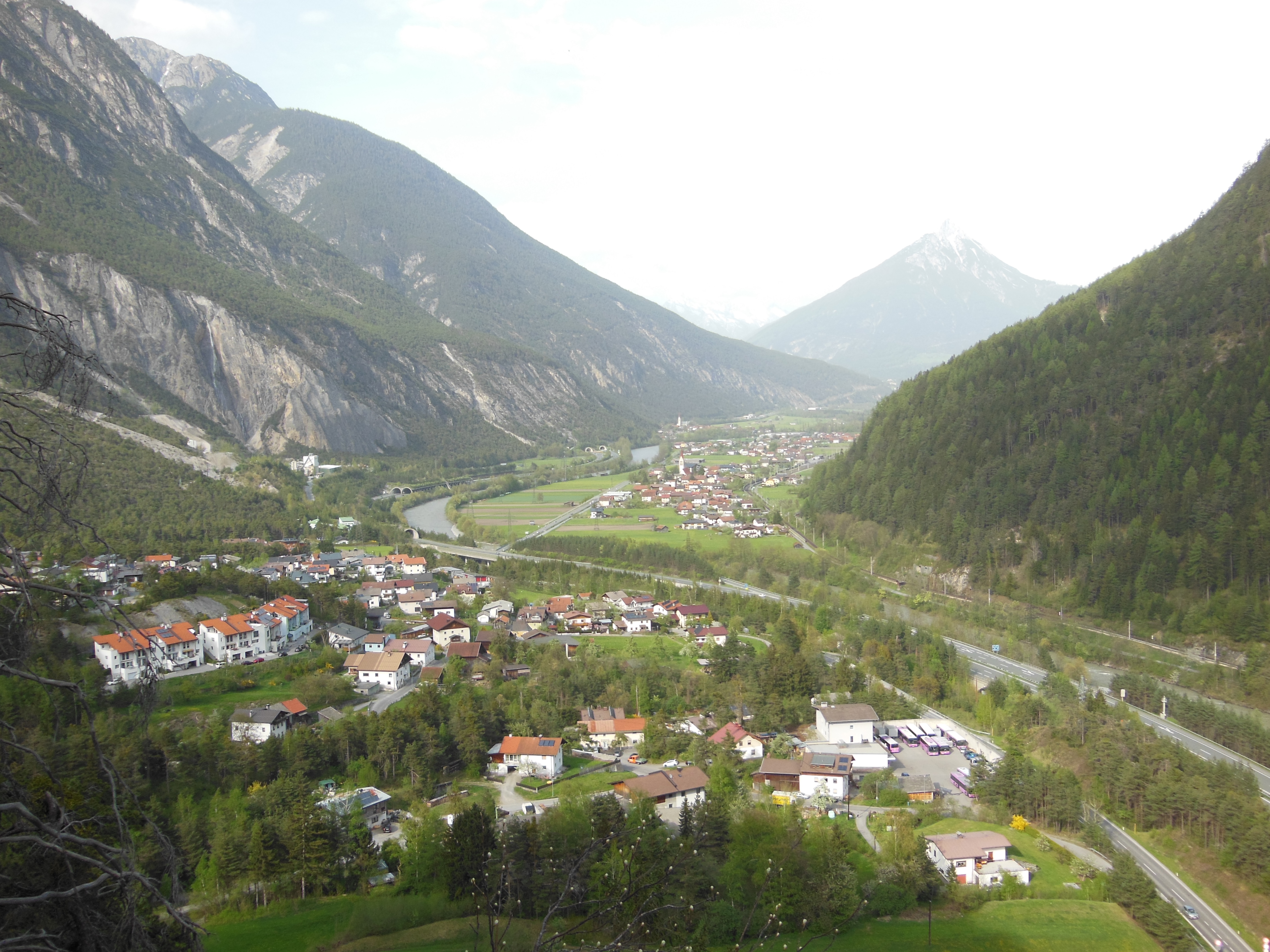
Schönwies von Westen

Schönwies liegt im Oberinntal, zwischen Landeck und Imst, an der östlichen Grenze des Bezirks. Durch den vorspringenden Felsriegel der Burg Kronburg vom Landecker Talkessel getrennt, ist der Ort geografisch eher dem Talraum westlich von Imst zuzuordnen. Die Besiedlung dehnt sich hauptsächlich im hier schmalen Talboden südlich des Inns aus, daneben gibt es noch vereinzelte Besiedlungen und Almgebiete am Hang und den nördlich des Inns gelegenen Ortsteil Starkenbach.
Den höchsten Punkt der Gemeinde bildet die 2827 m hohe Große Schlenkerspitze in den Lechtaler Alpen, nördlich von Schönwies.

### Gemeindegliederung
Die Gemeinde besteht aus den Ortsteilen Starkenbach (Bichlifelder, Siedlung, Föhrenwaldsiedlung), Oberhäuser, Dorf, Öde, Saurs, Ried, Grieshaus, Höfle, Lasalt, Obsaurs.

### Nachbargemeinden
|      | Imst (IM)                                   |                    |
| Zams | Kompassrose, die auf Nachbargemeinden zeigt | Mils bei Imst (IM) |
|      | Wenns (IM)                                  | Imsterberg (IM)    |

## Geschichte
Das Gebiet von Schönwies war wahrscheinlich seit dem Ende der Frühen Bronzezeit ständig besiedelt. Die Breonen lebten in einer Siedlung am Moränenhügel Burschl. Dort bestand ein typisch alpiner Brandopferplatz, an dem Weihegegenstände der Latènekultur gefunden wurden. Funde von römischen Münzen zeigen, dass die Via Claudia Augusta durch das Gemeindegebiet führte. Rodungen begannen nach der Einwanderung der Bajuwaren im 6. Jahrhundert.
Im Jahr 1288 wurde Sawrs erstmals urkundlich erwähnt. „Saurs“ bedeutet „feucht“ und weist auf einen Namen aus antiker, rätischer Zeit hin. Saurs gehörte zur Gemeinde Zams und wurde um 1400 eigenständig.
Die älteste Kirche ist die dem hl. Vigil geweihte spätgotische Kirche aus dem 15. Jahrhundert in Obsaurs.
Schönwies wird 1535 als Schönwiese (‚fruchtbare Wiese‘) ersturkundlich genannt.
Zwischen 1681 und 1686 wurde im Ortsteil Schönwies eine Kirche gebaut, nach und nach ging der Name auf die ganze Gemeinde über und seit 1800 ist Schönwies der offizielle Gemeindename.
Die Errichtung der Arlbergbahn in den 1880er Jahren brachte neue Arbeitsmöglichkeiten für die Bevölkerung. Schönwies bekam den Beinamen „Eisenbahnerdorf“.
Die Durchzugsstraße verlief ursprünglich am linken Innufer und der Ort war über die „Saurer Prugken“ (Saurer Brücke) an diese angeschlossen. Die heutige Bundesstraße wurde 1937 errichtet.

### Bevölkerungsentwicklung
| Schönwies: Einwohnerzahlen von 1869 bis 2024        | Schönwies: Einwohnerzahlen von 1869 bis 2024 | Schönwies: Einwohnerzahlen von 1869 bis 2024 | Schönwies: Einwohnerzahlen von 1869 bis 2024 | Schönwies: Einwohnerzahlen von 1869 bis 2024 |
| --------------------------------------------------- | -------------------------------------------- | -------------------------------------------- | -------------------------------------------- | -------------------------------------------- |
| Jahr                                                |                                              |                                              |                                              | Einwohner                                    |
| 1869                                                | 1869                                         |                                              | 779                                          | 779                                          |
| 1880                                                | 1880                                         |                                              | 717                                          | 717                                          |
| 1890                                                | 1890                                         |                                              | 709                                          | 709                                          |
| 1900                                                | 1900                                         |                                              | 713                                          | 713                                          |
| 1910                                                | 1910                                         |                                              | 701                                          | 701                                          |
| 1923                                                | 1923                                         |                                              | 733                                          | 733                                          |
| 1934                                                | 1934                                         |                                              | 847                                          | 847                                          |
| 1939                                                | 1939                                         |                                              | 843                                          | 843                                          |
| 1951                                                | 1951                                         |                                              | 929                                          | 929                                          |
| 1961                                                | 1961                                         |                                              | 1.078                                        | 1.078                                        |
| 1971                                                | 1971                                         |                                              | 1.276                                        | 1.276                                        |
| 1981                                                | 1981                                         |                                              | 1.434                                        | 1.434                                        |
| 1991                                                | 1991                                         |                                              | 1.572                                        | 1.572                                        |
| 2001                                                | 2001                                         |                                              | 1.654                                        | 1.654                                        |
| 2011                                                | 2011                                         |                                              | 1.713                                        | 1.713                                        |
| 2021                                                | 2021                                         |                                              | 1.693                                        | 1.693                                        |
| 2024                                                | 2024                                         |                                              | 1.762                                        | 1.762                                        |
| Quelle(n): Statistik Austria, Gebietsstand 1.1.2021 |                                              |                                              |                                              |                                              |

## Kultur und Sehenswürdigkeiten

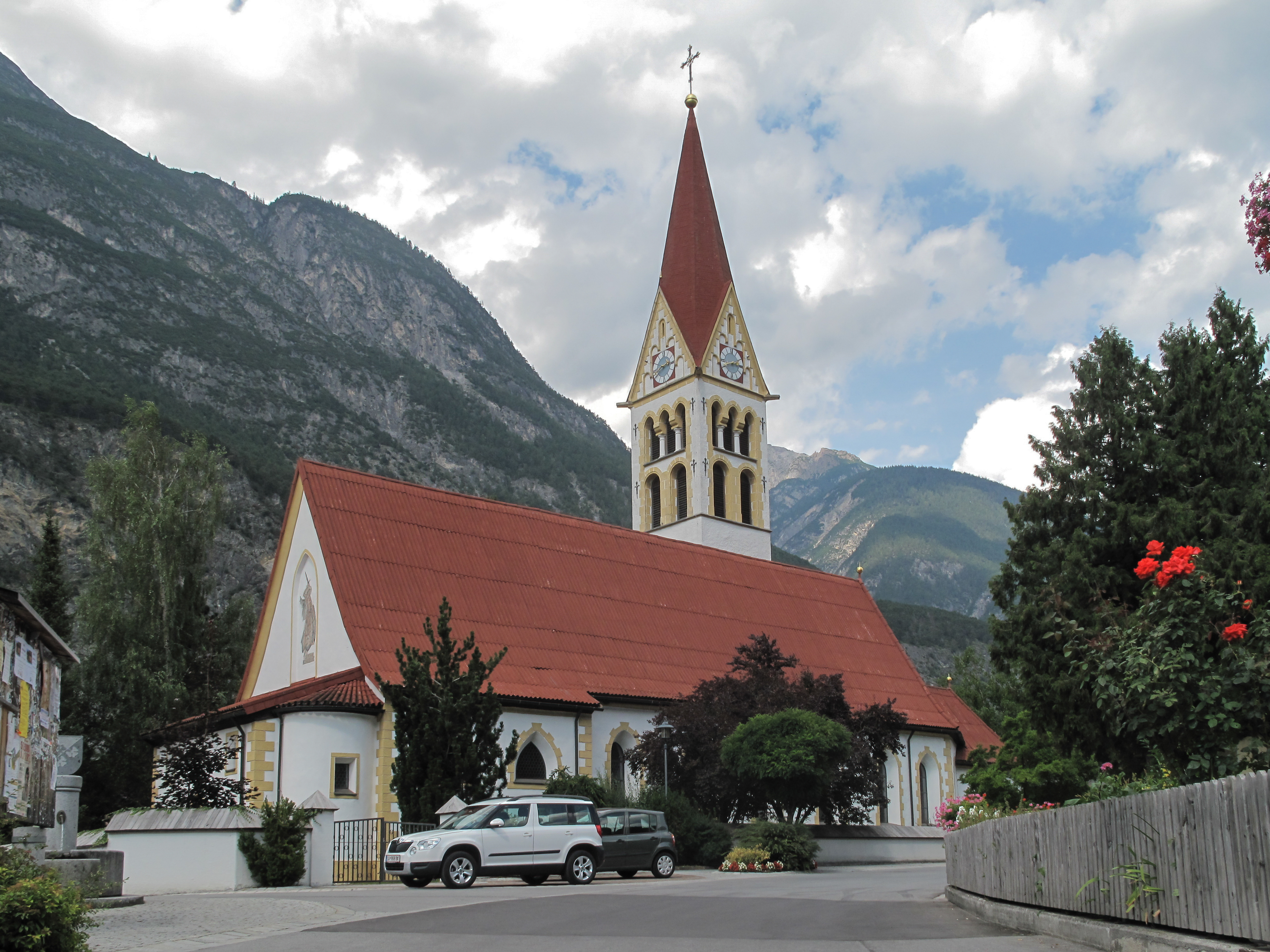
Pfarrkirche Schönwies

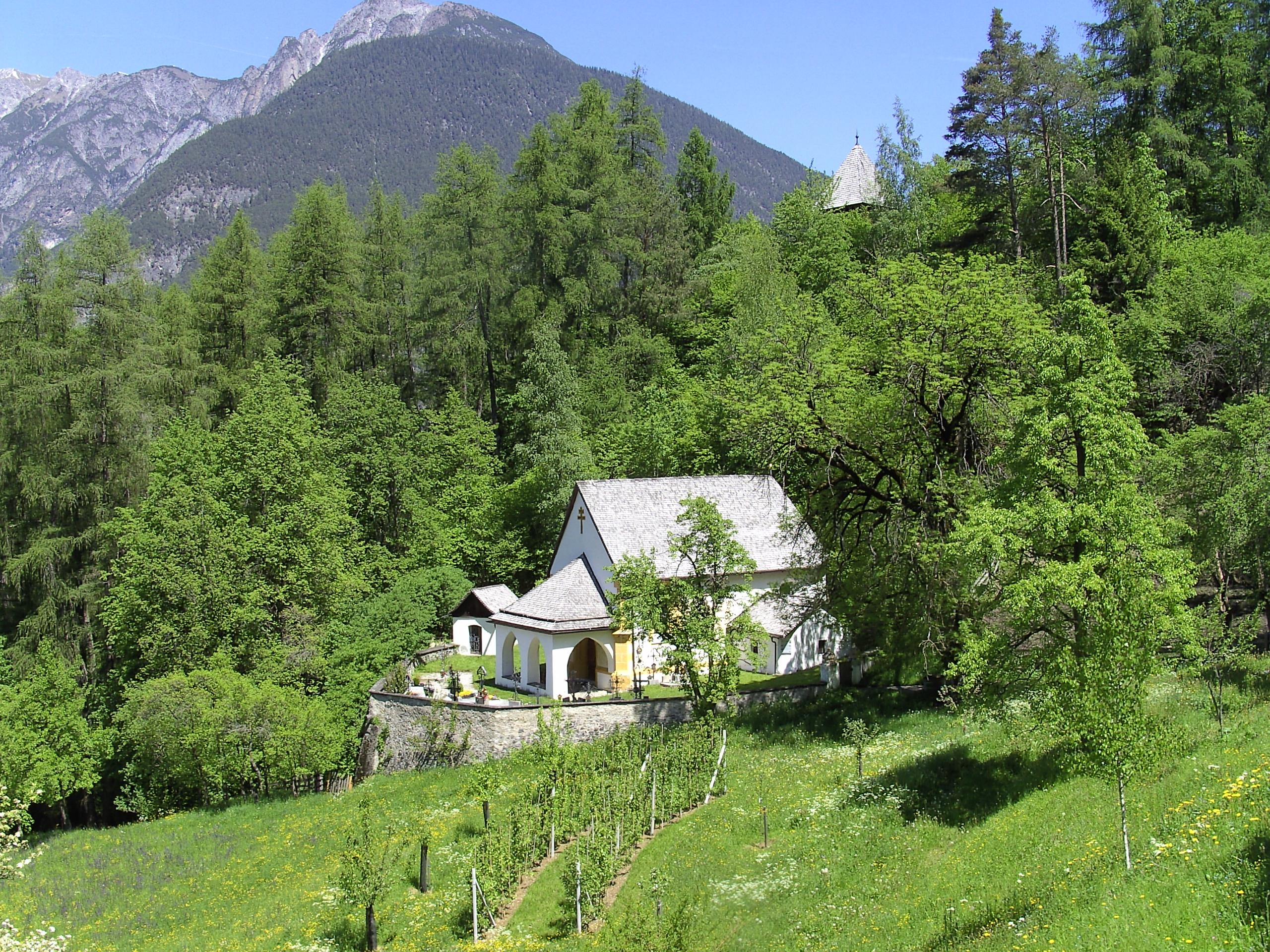
Filialkirche Obsaurs

- Katholische Pfarrkirche Schönwies Erzengel Michael
- Katholische Filialkirche Obsaurs hl. Vigilius
- Kapelle Grieshaus
- Kapelle hl. Josef Saurs
- Kapelle hl. Laurentius Starkenbach

## Wirtschaft und Infrastruktur
Im westlichen Teil des Schwemmkegels des Starkenbachs wird Kalkschotter abgebaut. Einer der größten Betriebe im Tiroler Oberland ist die Fleischhauerei Handl Tyrol mit einer Niederlassung in Schönwies.

### Wirtschaftssektoren
Von den 47 landwirtschaftlichen Betrieben des Jahres 2010 wurden fünf im Haupt-, 38 im Nebenerwerb und vier von juristischen Personen geführt. Diese vier bewirtschafteten 86 Prozent der Flächen. Von den 261 Erwerbstätigen im Produktionssektor arbeiteten 252 im Bereich Herstellung von Waren. Die größten Arbeitgeber im Dienstleistungssektor waren die Bereiche soziale und öffentliche Dienste und der Handel.
| Wirtschaftssektor            | Anzahl Betriebe | Anzahl Betriebe | Erwerbstätige | Erwerbstätige |
| Wirtschaftssektor            | 2011            | 2001            | 2011          | 2001          |
| ---------------------------- | --------------- | --------------- | ------------- | ------------- |
| Land- und Forstwirtschaft 1) | 47              | 50              | 13            | 3             |
| Produktion                   | 11              | 13              | 261           | 189           |
| Dienstleistung               | 41              | 28              | 107           | 107           |

1) Betriebe mit Fläche in den Jahren 2010 und 1999

### Arbeitsmarkt, Pendeln
Im Jahr 2011 lebten 770 Erwerbstätige in Schönwies. Davon arbeiteten 111 in der Gemeinde, 85 Prozent pendelten aus. Von der Umgebung kamen 270 Menschen zur Arbeit nach Schönwies.

### Verkehr

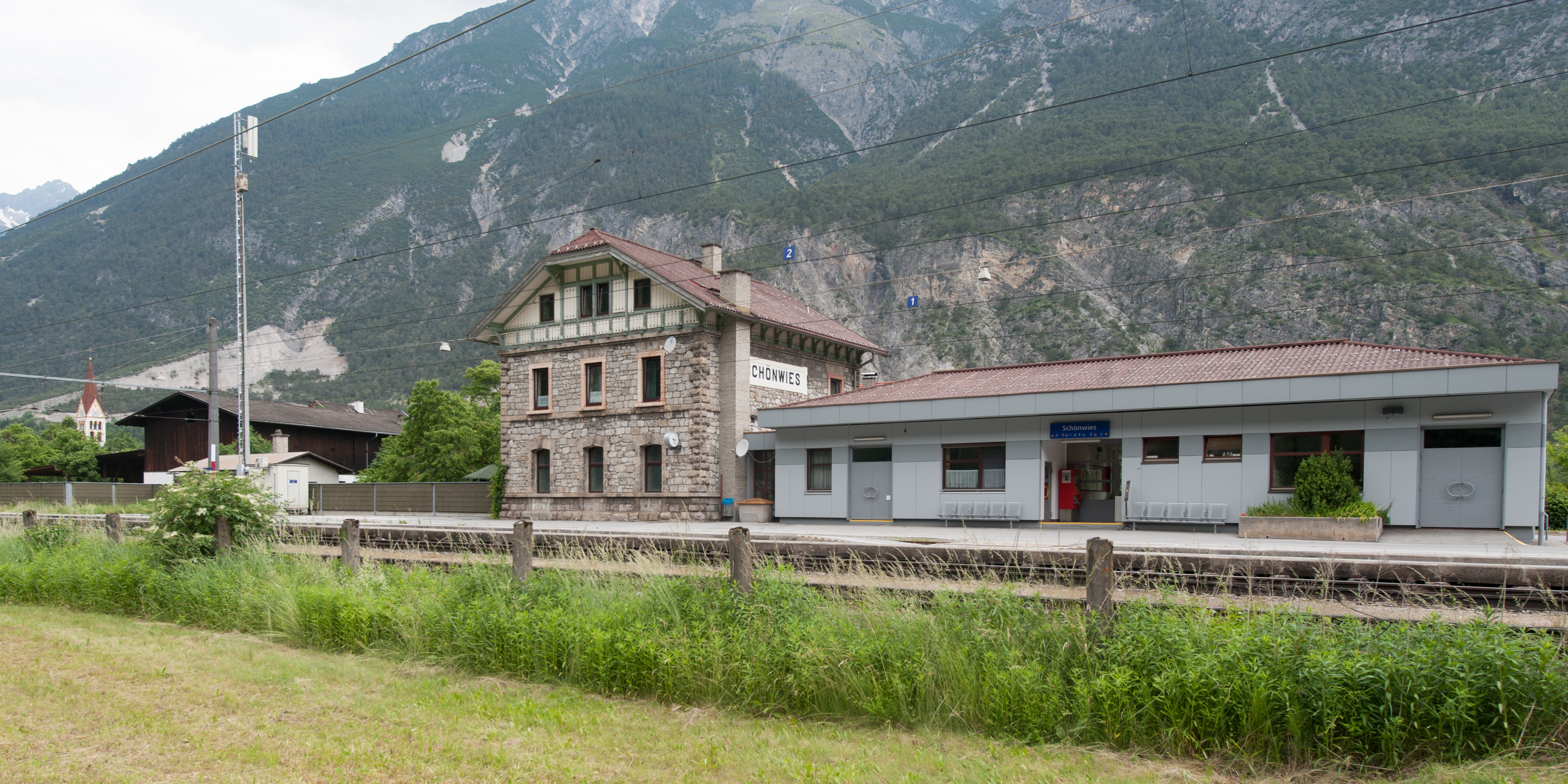
Bahnhof Schönwies

- Straße: Schönwies hat eine eigene Autobahnausfahrt der Inntalautobahn.
- Bahn: Schönwies besitzt einen Bahnhof an der Arlbergbahn (Regionalverkehr).

## Politik

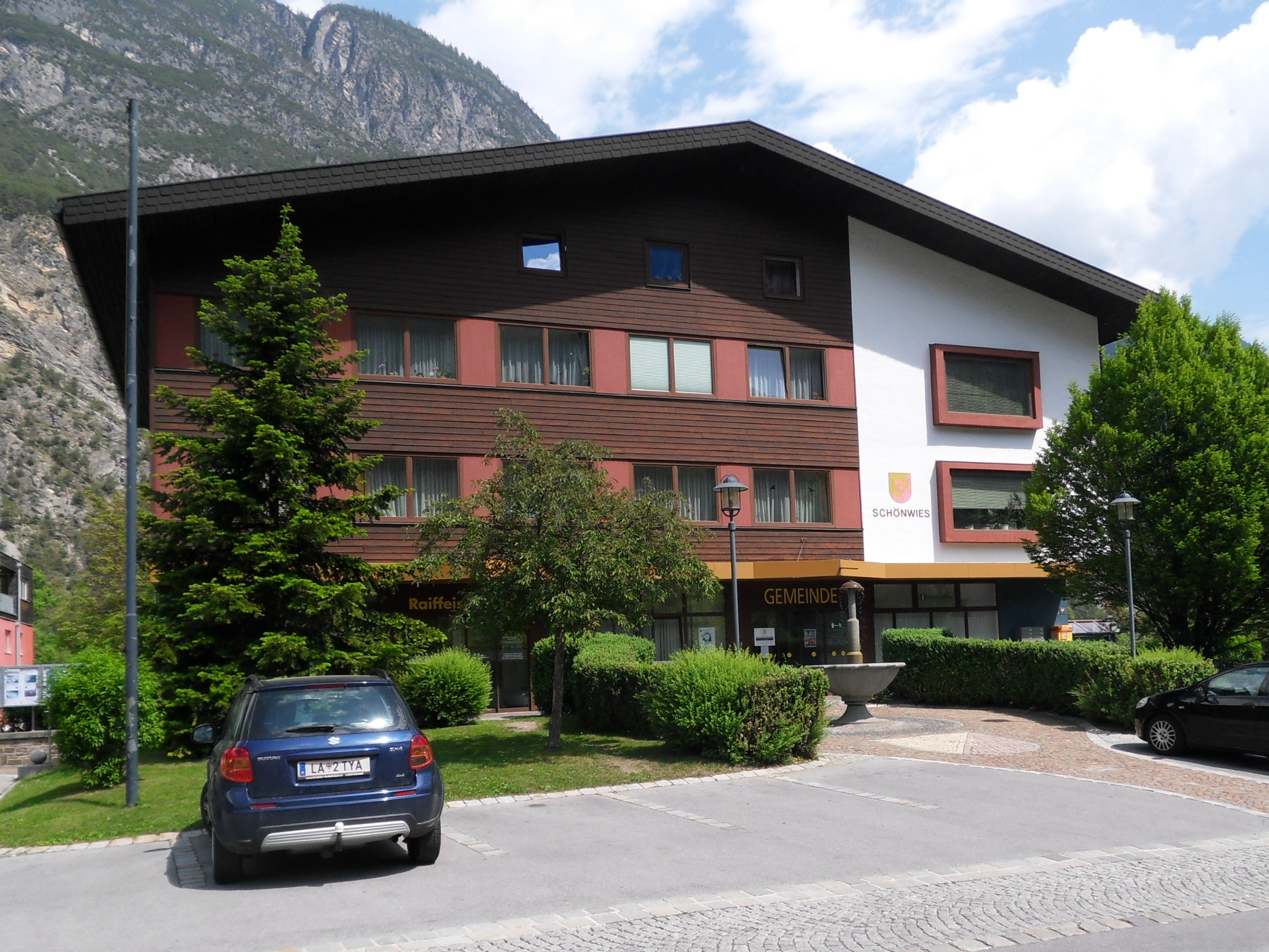
Gemeindeamt

### Gemeinderat
Die Gemeinderat hat insgesamt 13 Mitglieder. Sitzverteilung im Gemeinderat nach den Wahlen:
- Gemeinderatswahlen in Tirol 2010: SPÖ 8, Team Schönwies 5.
- Gemeinderatswahlen in Tirol 2016: Bürgermeisterliste – SPÖ Schönwies 6, Für Schönwies mit Ingrid Zadra 5, Bürgerliste Schönwies 2.[8]
- Gemeinderatswahlen in Tirol 2022: Für Schönwies, Team Reinhard Raggl 8, Bürgermeisterliste – SPÖ Schönwies 5.[9]

### Bürgermeister
- bis 2022 Wilfried Fink[8]
- seit 2022 Reinhard Raggl[9]

### Wappen
Das Wappen der Gemeinde Schönwies ist ein redendes Wappen und setzt sich folgendermaßen zusammen: „Von Gold und Rot (= schön) schräglinks geteilt, an der Trennungslinie oben ein und unten zwei Kleeblätter (= Wiese) in verwechselnden Farben“.
Die Verleihung des Wappens erfolgte 1983.
Die Farben der Gemeindefahne sind Gelb-Rot.

## Persönlichkeiten

### Söhne und Töchter der Gemeinde
- Andreas Venier (* 1963), Rechtswissenschaftler
- Peter Raggl (* 1968), Politiker (ÖVP)